# Strzałkowo (Grande-Pologne)
Pour les articles homonymes, voir Strzałkowo.
Strzałkowo (prononciation : [stʂau̯ˈkɔvɔ]) est un village de Pologne, situé dans la voïvodie de Grande-Pologne. Il est le chef-lieu de la gmina de Strzałkowo, dans le powiat de Słupca.
Il se situe à 4 kilomètres à l'ouest de Słupca (siège du powiat) et à 63 kilomètres à l'est de Poznań (capitale régionale).
Le village possédait une population de 5 338 habitants en 2014.

## Histoire
De 1975 à 1998, Strzałkowo faisait partie du territoire de la voïvodie de Konin.

Depuis 1999, le village fait partie du territoire de la voïvodie de Grande-Pologne.